# Reggae Sumfest
Reggae Sumfest – największy na świecie festiwal muzyki reggae, organizowany na terenie kompleksu rekreacyjnego Catherine Hall w Montego Bay na Jamajce nieprzerwanie od roku 1993; głównym sponsorem imprezy jest producent marki piwa lager Red Stripe. 
W latach 1978–1992 w Montego Bay odbywał się inny wielki festiwal reggae, Reggae Sunsplash
. Gdy jego organizatorzy zdecydowali się przenieść go na przeciwległy kraniec wyspy do Portmore, grupa lokalnych aktywistów i biznesmenów (John Gourzong, Hartley Morris, Robert Russell, Walter Elmore, Sydney Reid, Godfrey Dyer, Lucille Lue, Dennis Morgan, David Lindo, Walt Crooks, Josef Forstmayer, Heinz Simonitsch, Nathan Robb oraz Barry Jenoure) utworzyła własną agencję Summerfest Productions, która do dziś zajmuje się organizacją Reggae Sumfest. Wszystkie dotychczasowe edycje imprezy przyciągały niemal całą czołówkę jamajskiej sceny reggae i dancehall, jak również liczne gwiazdy R&B i hip-hop z zagranicy (m.in. 50 Cent, Akon, Alicia Keys, Ashanti Douglas, Blu Cantrell, Chris Brown, Destiny's Child, Fantasia Barrino, Ja Rule, Jay-Z, Kanye West, Lionel Richie, LL Cool J, Ludacris, Mary Jane Blige, Missy Elliott, Rihanna, Snoop Dogg, Usher, Wyclef Jean). 
W roku 2010 festiwal zakłóciły trzydniowe obfite opady deszczu, zamieniając trawiaste tereny kompleksu Catherine Hall w błotniste bagno. Mimo propozycji, by w ostatniej chwili przenieść imprezę na położony 30 km na wschód od miasta Stadion Trelawny, zdecydowano, że odbędzie się ona zgodnie z planem. Furorę podczas festiwalu, złośliwie określanego mianem "Reggae Mudfest", robili pucybuci oraz sprzedawcy kaloszy i foliowych ochraniaczy na obuwie. Problemy z wszechobecnym błotem, jak również szereg innych organizacyjnych niedociągnięć, wywołały wiele nieprzychylnych komentarzy ze strony uczestników imprezy. W efekcie, w porozumieniu z będącą właścicielem kompleksu Komisją Rozwoju Miasta (UDC), zainwestowano ok. 2 mln dolarów amerykańskich w gruntowną modernizację nawierzchni terenu. Jubileuszowa, XX edycja festiwalu odbędzie się w dniach 15-21 lipca 2012 roku.